# 克雷斯龙
克雷斯龙（法語：Cresserons，法語發音：[kʁɛsʁɔ̃] ⓘ）是法国卡尔瓦多斯省的一个市镇，属于卡昂区。

## 地理
克雷斯龙（49°17'16"N, 0°21'17"W）面积3.59 平方千米，位于法国诺曼底大区卡爾瓦多斯省，该省份为法国西北部沿海省份，北濒大西洋英吉利海峡，东北与滨海塞纳省以海上边界相接，东临厄尔省，南至奧恩省，西与芒什省接壤。
与克雷斯龙接壤的市镇（或旧市镇、城区）包括：杜夫尔-拉代利夫朗德、滨海埃尔芒维尔、滨海利翁、滨海吕克、马蒂厄、普吕姆托。

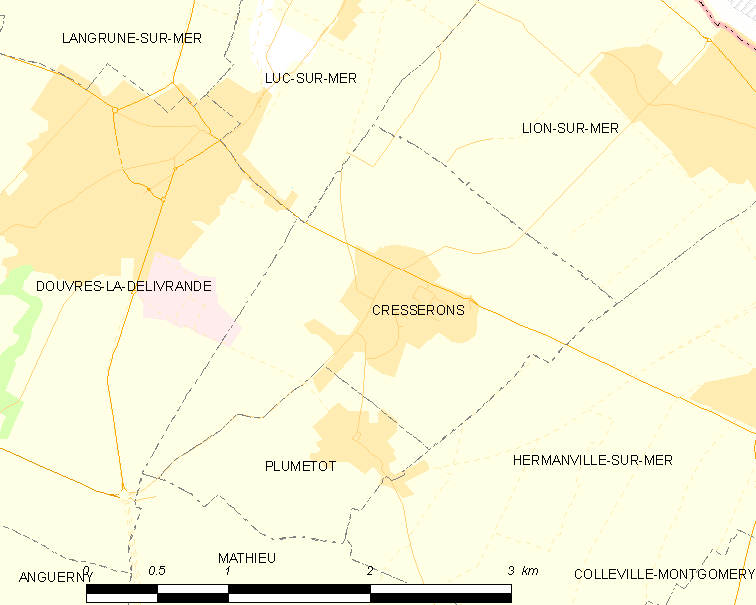
克雷斯龙的OSM定位图

克雷斯龙的时区为UTC+01:00、UTC+02:00（夏令时）。

## 行政
克雷斯龙的邮政编码为14440，INSEE市镇编码为14197。

## 政治
克雷斯龙所属的省级选区为滨海库尔瑟勒县。

## 人口

1962-2008年间克雷斯龙人口变化图示

克雷斯龙于2022年1月1日时的人口数量为1078人。